# Christiaan van Brandenburg-Bayreuth
Christiaan van Brandenburg-Bayreuth (Cölln, 30 januari 1581 – Bayreuth, 30 mei 1655) was van 1603 tot 1604 markgraaf van Brandenburg-Kulmbach en van 1604 tot aan zijn dood markgraaf van Brandenburg-Bayreuth. Hij behoorde tot het huis Hohenzollern.

## Levensloop
Christiaan was de oudste zoon van markgraaf Johan Georg van Brandenburg en diens derde echtgenote Elisabeth van Anhalt, dochter van vorst Joachim Ernst van Anhalt.
Toen bij de dood van markgraaf George Frederik I van Brandenburg-Ansbach in 1603 de linie Ansbach-Jägerndorf uitstierf, erfde Christiaan het markgraafschap Brandenburg-Kulmbach. Hierdoor stichtte hij de Kulmbach-Bayreuth-linie van het huis Hohenzollern.
De overname van dit markgraafschap was in 1598 geregeld en voorbereid door het Geraer Huisverdrag. Zijn regeringsovername gebeurde gelijktijdig met die van zijn broer Joachim Ernst in het naburige markgraafschap Brandenburg-Ansbach. In 1604 verhuisde Christiaan zijn residentie van Kulmbach naar Bayreuth, waardoor zijn markgraafschap vanaf dan bekend stond onder de naam Brandenburg-Bayreuth.
In 1606 werd hij verkozen tot officier van de Frankische Kreits. Ook was hij medestichter van de Protestantse Unie en steunde hij tijdens de Dertigjarige Oorlog Zweden. Zijn kleine vorstendom was nauwelijks voorbereid op de oorlogshandelingen in eigen land. Troependoortochten van zowel sterke vriendschappelijke als vijandelijke legers leidden tot chaotische verhoudingen. De bevolking leed steeds meer onder de kosten die het onderhoud van de troepen eisten en onder de zware belastingen die als gevolg opgelegd werden. De militaire eenheden van de markgraaf hadden amper militaire betekenis in de Dertigjarige Oorlog en de enige successen die ze boekten was de verovering van naburige dorpen die tot het prinsbisdom Bamberg behoorden. In 1635 probeerde keizer Ferdinand II hem af te zetten als markgraaf van Brandenburg-Bayreuth, maar desondanks bleef Christiaan verder regeren.
Onder de gezelschapsnaam de Volbloeiende was Christiaan ook lid van het literaire Vruchtdragende Gezelschap. Hij stierf in mei 1655 op 74-jarige leeftijd. Omdat zijn zoon en erfopvolger Erdmann August reeds overleden was, werd hij opgevolgd door zijn kleinzoon Christiaan Ernst.

## Huwelijk en nakomelingen
Op 29 april 1604 huwde Christiaan met Maria (1579-1649), dochter van hertog Albrecht Frederik van Pruisen. Ze kregen negen kinderen:
- Elisabeth Eleonora (1606-1606)
- George Frederik (1608-1608)
- Anna Maria (1609-1680), huwde in 1639 met vorst Johan Anton I van Eggenberg
- Agnes Sophia (1611-1611)
- Magdalena Sybilla (1612-1687), huwde in 1638 met keurvorst Johan George II van Saksen
- Christiaan Ernst (1613-1614)
- Erdmann August (1615-1651), erfprins van Brandenburg-Bayreuth
- George Albrecht (1619-1666), titulair markgraaf van Brandenburg-Kulmbach
- Frederik Willem (1620-1620)

### Voorouders
| Kwartierstaat van Christiaan van Brandenburg-Bayreuth | Kwartierstaat van Christiaan van Brandenburg-Bayreuth                               | Kwartierstaat van Christiaan van Brandenburg-Bayreuth                               | Kwartierstaat van Christiaan van Brandenburg-Bayreuth                            | Kwartierstaat van Christiaan van Brandenburg-Bayreuth                            | Kwartierstaat van Christiaan van Brandenburg-Bayreuth                     | Kwartierstaat van Christiaan van Brandenburg-Bayreuth                     | Kwartierstaat van Christiaan van Brandenburg-Bayreuth                     | Kwartierstaat van Christiaan van Brandenburg-Bayreuth                     |
| ----------------------------------------------------- | ----------------------------------------------------------------------------------- | ----------------------------------------------------------------------------------- | -------------------------------------------------------------------------------- | -------------------------------------------------------------------------------- | ------------------------------------------------------------------------- | ------------------------------------------------------------------------- | ------------------------------------------------------------------------- | ------------------------------------------------------------------------- |
| Overgrootouders                                       | Joachim I Nestor van Brandenburg (1484-1535) ∞ Elisabeth van Denemarken (1485-1555) | Joachim I Nestor van Brandenburg (1484-1535) ∞ Elisabeth van Denemarken (1485-1555) | George van Saksen (1471-1539) ∞ Barbara van Polen (1478-1534)                    | George van Saksen (1471-1539) ∞ Barbara van Polen (1478-1534)                    | Johan IV van Anhalt (1504–1551) ∞ Margaretha van Brandenburg (1511-1577)  | Johan IV van Anhalt (1504–1551) ∞ Margaretha van Brandenburg (1511-1577)  | Wolfgang I van Barby (–) ∞ ? (–)                                          | Wolfgang I van Barby (–) ∞ ? (–)                                          |
| Grootouders                                           | Joachim II Hector van Brandenburg (1505-1571) ∞ Magdalena van Saksen (1507-1534)    | Joachim II Hector van Brandenburg (1505-1571) ∞ Magdalena van Saksen (1507-1534)    | Joachim II Hector van Brandenburg (1505-1571) ∞ Magdalena van Saksen (1507-1534) | Joachim II Hector van Brandenburg (1505-1571) ∞ Magdalena van Saksen (1507-1534) | Joachim Ernst van Anhalt (1536-1586) ∞ Agnes van Barby (1540-1569)        | Joachim Ernst van Anhalt (1536-1586) ∞ Agnes van Barby (1540-1569)        | Joachim Ernst van Anhalt (1536-1586) ∞ Agnes van Barby (1540-1569)        | Joachim Ernst van Anhalt (1536-1586) ∞ Agnes van Barby (1540-1569)        |
| Ouders                                                | Johan Georg van Brandenburg (1525-1598) ∞ Elisabeth an Anhalt (1563-1607)           | Johan Georg van Brandenburg (1525-1598) ∞ Elisabeth an Anhalt (1563-1607)           | Johan Georg van Brandenburg (1525-1598) ∞ Elisabeth an Anhalt (1563-1607)        | Johan Georg van Brandenburg (1525-1598) ∞ Elisabeth an Anhalt (1563-1607)        | Johan Georg van Brandenburg (1525-1598) ∞ Elisabeth an Anhalt (1563-1607) | Johan Georg van Brandenburg (1525-1598) ∞ Elisabeth an Anhalt (1563-1607) | Johan Georg van Brandenburg (1525-1598) ∞ Elisabeth an Anhalt (1563-1607) | Johan Georg van Brandenburg (1525-1598) ∞ Elisabeth an Anhalt (1563-1607) |
| Christiaan van Brandenburg-Bayreuth (1581-1655)       |                                                                                     |                                                                                     |                                                                                  |                                                                                  |                                                                           |                                                                           |                                                                           |                                                                           |